# Битва при Хомсе (1281)
Вторая битва при Хомсе — сражение 29 октября 1281 года, произошедшее в Западной Сирии, между армией Египетских мамлюков под командованием султана Калауна и войском Государства Хулагуидов под командованием Мунке-Тимура, брата ильхана Абаги. Сражение закончилось тактической победой мамлюков.

## Предыстория
В 1280 году отряды монголов Государства Хулагуидов вторглись в Сирию, взяли и разрушили город Халеб, вернувшись назад с богатой добычей.
В 1281 году младший брат ильхана Абаги — Мунке-Тимур предпринял новый поход в Сирию, к этому походу присоединились вассалы Хулагуидов — грузины, а также армяне Киликийской Армении. Войска  Хулагуидов взяли город Халеб, после этого они начали продвигаться дальше. Султан Египта встретил их к югу от Хомса.

## Силы сторон
Численность войск Хулагуидов и их союзников часто оценивается в 80 000 человек, однако эта цифра вызывает сомнения, реальная численность войск могла быть меньше (около 30000 человек).
Считается что мамлюкская армия насчитывала примерно 70 000 человек, но реальная численность могла быть меньше (также около 30000 человек).

## Ход битвы
Две армии встретились в Западной Сирии к югу от Хомса. Мамлюкское войско прибыло раньше и заняло более выгодные позиции для своей конницы. В завязавшейся битве монголы разбили и полностью уничтожили левый фланг мамлюков. Вскоре остальные части мамлюкского войска тоже начали нести серьёзные потери. Тогда Султан Калаун, временно отступив, перегруппировал свои силы и бросил всё своё войско в центр монгольской армии, где находился главнокомандующий — Мунке-Тимур. В результате Мунке-Тимур был тяжело ранен и его войско отступило. Однако мамлюки также понесли тяжёлые потери и не решились преследовать врага, отступив назад в Египет.

## Последствия
Текудер, преемник ильхана Абаги, был мусульманином и изменил политику своего предшественника, установив с Мамлюкским султанатом дружеские отношения. Следующее вторжения в Сирию монголы совершили в 1299 году.